# Philosepedon arabicum
Philosepedon arabicum är en tvåvingeart som beskrevs av Jezek och Van Harten 2002. Philosepedon arabicum ingår i släktet Philosepedon och familjen fjärilsmyggor. Inga underarter finns listade i Catalogue of Life.